# Andrea Badoer

Stemma Badoer

Andrea Biagio Badoer (2 febbraio 1515 – Vercelli, poco dopo l'11 settembre 1575) è stato un politico e diplomatico italiano.

## Biografia
Attivo nella politica della Repubblica di Venezia, venne creato provveditore del cantiere per la ricostruzione del Palazzo Ducale di Venezia assieme a Vincenzo Morosini e Pietro Foscari.
Nel 1575 abbandonò l'incarico perché era stato nominato ambasciatore straordinario presso Enrico III di Francia. Non giunse mai a destinazione poiché, mentre faceva tappa a Vercelli, cadde malato e morì poco dopo aver stilato il testamento, l'11 settembre.